# فلاوین تیت
فلاوین تیت (انگلیسی: Flavien Tait؛ زادهٔ ۲ فوریهٔ ۱۹۹۳) یک بازیکن فوتبال اهل فرانسه است.